# Ferrocarril Baeza-Saint Girons

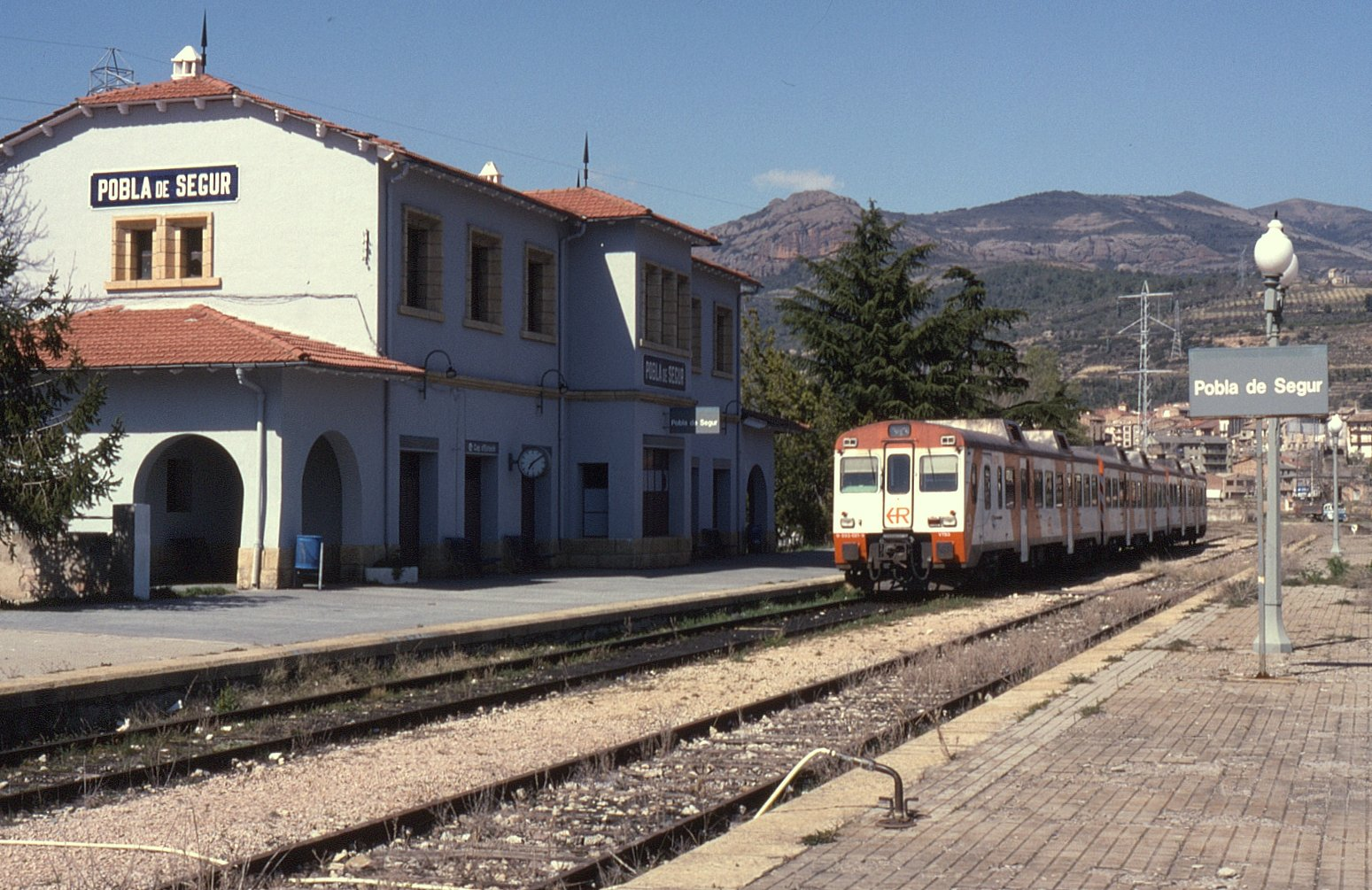
Puebla de Segur es la estación terminal de la línea Lérida-Puebla de Segur, la única sección de todo el ferrocarril que entró en servicio.

El ferrocarril Baeza-Saint Girons fue un ambicioso proyecto ferroviario español, de carácter transversal, que aspiraba a enlazar entre sí grandes áreas del interior de España mediante una línea férrea que se iniciaba en Baeza y que llegaba hasta la población francesa de Saint Girons a través de Albacete, Utiel, Teruel, Alcañiz y Lérida. Se llegaron a iniciar los trabajos de construcción en varias secciones, si bien por diversas vicisitudes los trabajos se retrasaron varias décadas y el proyecto terminaría siendo abandonado. En la actualidad solo se encuentra operativa una sección del ferrocarril, la línea Lérida-Puebla de Segur.

## Historia

### Orígenes
Tras la construcción de los principales ejes ferroviarios durante el siglo XIX, a comienzos del siglo XX algunas zonas continuaban estando sin acceso al ferrocarril. En 1912 se aprobó una ley que establecía un plan especial de ferrocarriles complementarios. Dicha iniciativa buscaba dar soporte legal a la construcción de líneas férreas en aquellas áreas donde la red de comunicaciones eran débil. No obstante, durante las dos primeras décadas del siglo XX fueron muy pocos los trazados ferroviarios que se construyeron. Por aquellas fechas llegó a haber una propuesta de ferrocarril Algeciras-París, si bien este tenía una motivación más política y diplomática que económica. Bajo esa estela, hubo otros proyectos que buscaban mejorar las conexiones hispano-francesas mediante nuevas líneas férreas transpirenaicas.

### Desarrollo del proyecto
En el Plan Preferente de Ferrocarriles de Urgente Construcción que aprobó la dictadura de Primo de Rivera en 1926, más conocido como el Plan Guadalhorce, se contempló la construcción del ferrocarril transversal Baeza-Saint Girons. Este trazado debía articularse como una gran arteria ferroviaria que comunicase Andalucía con la frontera francesa por Saint Girons a través de Baeza, Albacete, Utiel, Teruel y Lérida. Debido a la extraordinaria longitud del proyecto, de más de 850 kilómetros, la construcción del trazado se dividió a su vez en varias líneas férreas: Baeza-Utiel, Utiel-Teruel, Teruel-Alcañiz, Alcañiz-Lérida, Lérida-Puebla de Segur y Puebla de Segur-Saint Girons. Las obras se iniciaron en el período 1926-1928 y en algunos puntos avanzaron a buen ritmo en un principio, si bien tras la caída de la dictadura paulatinamente se fue paralizando la construcción. Hubo ya voces en aquellos años que alertaron de la escasa rentabilidad económica que tendría este ferrocarril una vez inaugurado.
Durante la Segunda República los trabajos avanzaron de forma lenta y desigual, y en algunos casos se detuvieron ante las dudas de su viabilidad económica. La Guerra Civil y la dura posguerra que siguió contribuyeron al letargo de este proyecto ferroviario. No obstante, el régimen franquista apostó por continuar las obras del Plan Guadalhorce, reiniciándose los trabajos. En 1951 entró en servicio la línea Lérida-Puebla de Segur. A comienzos de la década de 1960 la construcción de la línea Baeza-Utiel avanzaba a buen ritmo, especialmente la parte comprendida entre Baeza y Albacete. No era este el caso de otras secciones, como la Utiel-Teruel, Teruel-Alcañiz o la Alcañiz-Lérida, que se encontraban muy retrasadas respecto del proyecto original. Esta era la situación de la línea Teruel-Alcañiz, que se encontraba abandonada desde la década de 1930. El proyecto fue abandonado definitivamente a comienzos de la década de 1960, tras la publicación de un informe del Banco Mundial que desaconsejaba emprender nuevas líneas férreas. En consecuencia, se paralizó la construcción de la línea Baeza-Utiel, a pesar de que los trabajos se encontraban muy avanzados en algunos puntos.